# Bunești (gmina)
Bunești  – gmina w Rumunii, w okręgu Suczawa. Obejmuje miejscowości Bunești, Petia, Podeni, Șes i Uncești. W 2011 roku liczyła 2348 mieszkańców.